# 会期延長
会期延長（かいきえんちょう）とは、会期制をとっている議会において議会の会期を延長すること。

## 日本の議会

### 国会

#### 概説
日本の国会は両院制をとっている。国会法の規定に基づき、衆議院・参議院の両院一致の議決によって、常会は1回、臨時会と特別会は2回まで延長することができる（国会法第12条）。会期の延長については、一方の院の議長が各常任委員長の意見を聴いたうえで、一方の院の議長と協議したのち、議院がこれを議決する（衆院規則第21・20条、参院規則第22・23条）。両院で延長に関する議決が異なった場合、又は参議院が議決をしない場合は、衆議院の議決による（衆議院の優越が適用され、両院協議会は開かれない。国会法第13条による）。
国会が現在の体制となった直後の昭和20年代から30年代にかけては、一国会の会期延長回数制限が規定されていなかった。このため吉田内閣下では一会期中に最大で5回もの延長が行われるなど国会運営が荒れたため、1958年（昭和33年）の国会法改正で会期延長回数制限が規定された。これ以降、会期再延長を行ったことは6回ある。
衆議院では会期最終日に会期延長の必要を議長が認めた際には、議長不信任決議案が提出されても、会期延長案の採決を優先する慣例になっている

会期延長日数を直接的表現で制限する規定はないが、実際には議員任期満了や常会開会月規定などによって制限されている。1991年（平成3年）改正の国会法第2条で「常会は毎年1月中に召集するのを常例とする」とあることから、前年秋からの臨時国会を越年させることは難しくなっている。もし延長したとしても間髪入れずに翌年の常会召集を迎えて結局ロングラン国会となる。
また1992年（平成4年）以降は常会開会が1月となったため、既定の会期終了日は6月中に到来することとなり、なおかつ1992年以降は参議院議員通常選挙が7月に行われてきているため、参議院選挙のある年は常会の会期延長が行いにくくなっている。さらに、平成に入って以降は参院選の日程が常会の会期延長によって延期になった場合、自民党の惨敗という結果になっている。民主党政権下で行われた第22回参議院議員通常選挙（会期延長なし）では自民党の復調傾向となった。

#### 記録
- 1回の議決による当初予定としての最長延長幅 - 99日間延長[注 4]（第15回・1952年12月22日衆院議決）
- 1回の議決による実質的な最長延長幅 - 95日間延長（第189回・2015年6月22日衆院議決）。
- 一国会における最長延長幅 - 計154日間延長（第1回・1947年）
- 一国会における最多延長回数 - 5回（第13回・第19回）

### 旧帝国議会
大日本帝国憲法下の帝国議会でも、年に1回召集される常会と臨時会があった。常会の会期は明治憲法第42条で3カ月と規定されていたが、「必要アル場合ニ於テハ勅命ヲ以テ之ヲ延長スルコトアルヘシ」と定められ、勅命によって延長することができた。臨時会については同第43条に「臨時會ノ會期ヲ定ムルハ勅命ニ依ル」とあり、どちらにしても延長するべき期間等の決定は天皇大権に属した。

### 地方議会
日本の地方議会では地方自治法第102条に基き、議会の議決で会期延長ができるとされている。会期延長日数を直接的表現で制限する規定はないが、実際には議員任期満了や議会招集月規定（議会定例会条例や議会定例会期月告示）などによって制限されている。
会期制を採用しているほとんどの議会では、その回次に提案されたすべての議案を最終日に一括採決するため、何らかのトラブルが発生し採決が深夜にずれ込んだり、流会になる、あるいは一般質問が紛糾し採決日程をずらすなどの事態が起こらない限り、延長に至ることはほとんどない。

なお会期が通年となっている栃木県議会と三重県議会では、議員が議場に集まるのは長い会期中の随時、議会議長の判断で行うものと解釈されるため、知事の招集権に基づく会期延長は通常起こらない。あるとしても、翌1月の招集会議を控えた12月の通常会の採決日にトラブルが発生した場合にほぼ限られる。